# Mésdemil
Mésdemil va ser una discogràfica valenciana.
Va ser creada a Benaguasil el 2007 per Carme i Andreu Laguarda i Tubal Perales. El segell ha estat un dinamitzador de l'escena valenciana en llengua pròpia. Va ser la discogràfica amb més nominacions en les dotze edicions dels Premis Ovidi Montllor. En deu anys van publicar 132 discs, la darrera publicació va ser El Trineu Tanoka.

## Grups
- Andreu Valor
- Atupa
- Bakanal
- Borja Penalba
- Candela Roots
- DJ Conill
- Gener
- Inòpia
- Jordi Montañez
- L'Emperador[9]
- Herba Negra
- Ki Sap[10]
- Komfusió
- MC Alberto
- Mox
- Mireia Vives
- Novembre Elèctric
- Ovidi Twins
- Pellikana
- Rapsodes